# Lista de centros comerciais em Portugal
Esta é uma lista com alguns dos centros comerciais de Portugal. Em Portugal existem 191 centros comerciais, o que significa que existem 0.0000186033 centros comerciais per capita.

## Centros comerciais em funcionamento
| Nome                                    | Área (m2) | Lojas | Distrito         | Concelho            | Freguesia                                                       | Inauguração |
| --------------------------------------- | --------- | ----- | ---------------- | ------------------- | --------------------------------------------------------------- | ----------- |
| UBBO Shopping Resort                    | 122000    | 280   | Lisboa           | Amadora             | Encosta do Sol                                                  | 2009        |
| Centro Colombo                          | 120000    | 338   | Lisboa           | Lisboa              | Carnide                                                         | 1997        |
| Mar Shopping (Matosinhos)               | 102000    | 210   | Porto            | Matosinhos          | Matosinhos e Leça da Palmeira                                   | 2008        |
| NorteShopping                           | 85662     | 270   | Porto            | Matosinhos          | São Mamede de Infesta e Senhora da Hora                         | 1998        |
| Mar Shopping (Algarve)                  | 82000     | 110   | Faro             | Loulé               | Almancil                                                        | 2017        |
| Almada Forum                            | 78815     | 251   | Setúbal          | Almada              | Laranjeiro e Feijó                                              | 2002        |
| CascaiShopping                          | 73583     | 159   | Lisboa           | Cascais             | Alcabideche                                                     | 1991        |
| Palácio do Gelo Shopping                | 73500     | 164   | Viseu            | Viseu               | Ranhados                                                        | 2008        |
| Braga Nova Arcada                       | 68532     | 110   | Braga            | Braga               | Real, Dume e Semelhe                                            | 2016        |
| Viana Retail Center                     | 66370     | 119   | Viana do Castelo | Viana do Castelo    | Darque                                                          | 2006        |
| Parque Nascente                         | 63500     | 132   | Porto            | Gondomar            | Rio Tinto                                                       | 2003        |
| ArrábidaShopping                        | 60623     | 174   | Porto            | Vila Nova de Gaia   | Santa Marinha e São Pedro da Afurada                            | 1996        |
| GaiaShopping                            | 60000     | 137   | Porto            | Vila Nova de Gaia   | Santa Marinha e São Pedro da Afurada                            | 1995        |
| Braga Parque                            | 53104     | 180   | Braga            | Braga               | São Victor                                                      | 1999        |
| Centro Vasco da Gama                    | 51501     | 170   | Lisboa           | Lisboa              | Parque das Nações                                               | 1999        |
| Fórum Coimbra                           | 48000     | 143   | Coimbra          | Coimbra             | Santa Clara e Castelo Viegas                                    | 2006        |
| AlgarveShopping                         | 46258     | 128   | Faro             | Albufeira           | Guia                                                            | 2001        |
| RioSul Shopping                         | 44213     | 127   | Setúbal          | Seixal              | Seixal, Arrentela e Aldeia de Paio Pires                        | 2006        |
| Freeport Lisboa Fashion Outlet          | 43480     | 96    | Setúbal          | Alcochete           | Alcochete                                                       | 2004        |
| Strada Outlet                           | 42121     | 144   | Lisboa           | Odivelas            | Pontinha e Famões                                               | 2003        |
| Glicínias                               | 41000     | 120   | Aveiro           | Aveiro              | São Bernardo                                                    | 1999        |
| Forum Algarve                           | 40000     | 125   | Faro             | Faro                | Faro (Sé e São Pedro)                                           | 2001        |
| Alegro Alfragide                        | 39760     | 124   | Lisboa           | Oeiras              | Carnaxide e Queijas                                             | 2007        |
| LoureShopping                           | 39049     | 110   | Lisboa           | Loures              | Loures                                                          | 2005        |
| Alameda Shop & Spot                     | 38000     | 112   | Porto            | Porto               | Campanhã                                                        | 2005        |
| Oeiras Parque                           | 37475     | 195   | Lisboa           | Oeiras              | Oeiras e São Julião da Barra, Paço de Arcos e Caxias            | 1998        |
| Aqua Portimão                           | 35500     | 120   | Faro             | Portimão            | Portimão                                                        | 2011        |
| Atrium Saldanha                         | 31000     | 60    | Lisboa           | Lisboa              | Arroios                                                         | 1998        |
| MaiaShopping                            | 29063     | 87    | Porto            | Maia                | Águas Santas                                                    | 1997        |
| Vila do Conde Porto Fashion Outlet      | 27650     | 126   | Porto            | Vila do Conde       | Modivas                                                         | 2004        |
| CoimbraShopping                         | 27064     | 59    | Coimbra          | Coimbra             | Santo António dos Olivais                                       | 1993        |
| Tavira Plaza                            | 26732     | 110   | Faro             | Tavira              | Tavira                                                          | 2009        |
| Amoreiras Shopping Center               | 26026     | 213   | Lisboa           | Lisboa              | Campo de Ourique                                                | 1985        |
| Campera Shopping Village                | 22727     | 124   | Lisboa           | Alenquer            | Carregado e Cadafais                                            | 2000        |
| Spacio Shopping                         | 20407     | 72    | Lisboa           | Lisboa              | Olivais                                                         | 1995        |
| 8ª Avenida                              | 20343     | 133   | Aveiro           | São João da Madeira | São João da Madeira                                             | 2007        |
| Alegro Castelo Branco                   | 20132     | 26    | Castelo Branco   | Castelo Branco      | Castelo Branco                                                  | 2008        |
| Shopping Brasília                       | 20000     | 200   | Porto            | Porto               | Cedofeita, Santo Ildefonso, Sé, Miragaia, São Nicolau e Vitória | 1976        |
| Forum Viseu                             | 19690     | 49    | Viseu            | Viseu               | Viseu                                                           | 2005        |
| Centro Comercial Maia Jardim            | 18941     | 23    | Porto            | Maia                | Nogueira e Silva Escura                                         | 2009        |
| Serra Shopping                          | 18044     | 76    | Castelo Branco   | Covilhã             | Covilhã e Canhoso                                               | 2005        |
| Centro Comercial Alvaláxia              | 17600     | 55    | Lisboa           | Lisboa              | Lumiar                                                          | 2003        |
| Arena Shopping                          | 17529     | 80    | Lisboa           | Torres Vedras       | Santa Maria, São Pedro e Matacães                               | 2007        |
| Fórum Aveiro                            | 17500     | 76    | Aveiro           | Aveiro              | Glória e Vera Cruz                                              | 1998        |
| Forum Castelo Branco                    | 17463     | 75    | Castelo Branco   | Castelo Branco      | Castelo Branco                                                  | 2007        |
| Ria Shopping                            | 16531     | 59    | Faro             | Olhão               | Quelfes                                                         | 2009        |
| Évora Plaza                             | 16200     | 93    | Évora            | Évora               | Malagueira e Horta das Figueiras                                | 2017        |
| Shopping Cidade do Porto                | 15215     | 90    | Porto            | Porto               | Lordelo do Ouro e Massarelos                                    | 1994        |
| Centro Comercial Continente de Portimão | 14286     | 58    | Faro             | Portimão            | Portimão                                                        | 1990        |
| La Vie Guarda Shopping Center           | 14100     | 87    | Guarda           | Guarda              | Guarda                                                          | 2008        |
| Armazéns do Chiado                      | 13976     | 55    | Lisboa           | Lisboa              | Santa Maria Maior                                               | 1999        |
| W Shopping                              | 12509     | 70    | Santarém         | Santarém            | Santarém                                                        | 2003        |
| Albufeira Terrace                       | 12059     | 42    | Faro             | Albufeira           | Albufeira e Olhos de Água                                       | 1989        |
| ViaCatarina Shopping                    | 11909     | 81    | Porto            | Porto               | Cedofeita, Santo Ildefonso, Sé, Miragaia, São Nicolau e Vitória | 1996        |
| Algarve Retail Park                     | 11150     | 10    | Faro             | Albufeira           | Guia                                                            | 2003        |
| Vila Retail Park                        | 9000      | 14    | Viana do Castelo | Ponte de Lima       | Arcozelo                                                        | 2021        |
| Saldanha Residence                      | 7400      | 60    | Lisboa           | Lisboa              | Arroios                                                         | 1998        |
| Centro Comercial do Campo Pequeno       | 7250      | 80    | Lisboa           | Lisboa              | Avenidas Novas                                                  | 2006        |
| Estação Oriente                         | 5225      | 43    | Lisboa           | Lisboa              | Parque das Nações                                               | 1998        |
| Bragança Shopping                       | 5000      | 45    | Bragança         | Bragança            | Sé, Santa Maria e Meixedo                                       | 2004        |
| Picoas Plaza                            | 4931      | 32    | Lisboa           | Lisboa              | Avenidas Novas                                                  | 2001        |
| Campus São João                         | 4834      | 39    | Porto            | Porto               | Paranhos                                                        | 2004        |
| Centro Comercial Alvalade               | 4510      | 26    | Lisboa           | Lisboa              | Alvalade                                                        | 1976        |
| Centro Comercial Fonte Nova             | 4481      | 98    | Lisboa           | Lisboa              | Benfica                                                         | 1985        |
| Centro Comercial de Cedofeita           | 3000      | 92    | Porto            | Porto               | Cedofeita, Santo Ildefonso, Sé, Miragaia, São Nicolau e Vitória | 1978        |
| Centro Comercial Martim Moniz           | 3000      | 24    | Lisboa           | Lisboa              | Santa Maria Maior                                               | 1991        |
| Centro Comercial Castil                 | 2546      | 36    | Lisboa           | Lisboa              | Santo António                                                   | 1973        |
| Lagoshopping                            | 2500      | 20    | Faro             | Lagos               | São Gonçalo de Lagos                                            |             |
| Centro Comercial Mouraria               | 1900      | 131   | Lisboa           | Lisboa              | Santa Maria Maior                                               | 1989        |
| Galeria Comercial Multicentro           | 600       | 33    | Lisboa           | Lisboa              | Avenidas Novas                                                  | 1996        |
| Centro Comercial da Portela             |           | 255   | Lisboa           | Loures              | Moscavide e Portela                                             | 1975        |
| Garden Shopping Center                  |           | 61    | Guarda           | Guarda              | Guarda                                                          | Anos 1980   |
| Centro Comercial da Torre               |           | 20    | Guarda           | Seia                | Alvoco da Serra e Loriga                                        |             |

## Centro comerciais encerrados
| Nome                                          | Área (m2) | Lojas | Distrito | Concelho            | Freguesia                      | Inauguração | Encerramento           |
| --------------------------------------------- | --------- | ----- | -------- | ------------------- | ------------------------------ | ----------- | ---------------------- |
| Centro Comercial do Cruzeiro                  |           | 40    | Lisboa   | Cascais             | Cascais e Estoril              | 1951        |                        |
| Drugstore Sol a Sol                           |           | 33    | Lisboa   | Lisboa              | Santo António                  | 1967        | Anos 1980              |
| Drugstore Tutti Mundi / Centro Comercial Roma | 4000      | 46    | Lisboa   | Lisboa              | Alvalade                       | 1968        | 31 de março de 2021    |
| Apolo 70                                      | 3000      | 41    | Lisboa   | Lisboa              | Avenidas Novas                 | 1971        | 3 de julho de 2021     |
| Edifício Caleidoscópio                        | 1667      | 15    | Lisboa   | Lisboa              | Alvalade                       | 1974        | 2010                   |
| Centro Comercial Imaviz                       | 3200      | 48    | Lisboa   | Lisboa              | Avenidas Novas                 | 1975        | 1 de fevereiro de 2020 |
| Centro Comercial Dallas                       | 9172      | 500   | Porto    | Porto               | Ramalde                        | 1984        | 31 de junho de 1999    |
| Centro Comercial S. João de Deus              | 2992      | 97    | Lisboa   | Lisboa              | Areeiro                        | 1985        | 2019                   |
| Centro Comercial Portugália                   | 600       | 38    | Lisboa   | Lisboa              | Arroios                        | 1989        |                        |
| VilaFranca Centro                             | 20000     | 155   | Lisboa   | Vila Franca de Xira | Vila Franca de Xira            | 1994        | 31 de outubro de 2013  |
| CascaisVilla Shopping Center                  |           | 88    | Lisboa   | Cascais             | Cascais e Estoril              | 2001        | 2022                   |
| Beloura Shopping                              | 11000     | 72    | Lisboa   | Sintra              | União das Freguesias de Sintra | 2003        | 2019                   |